# ناحیه غازی ماغوسا

محل قرارگیری ناحیه گازیمائوسا در نقشه جمهوری ترک قبرس شمالی

ناحیه گازیمائوسا  (ترکی استانبولی: Gazimağusa İlçesi) یکی از پنح ناحیه‌ی جمهوری ترک قبرس شمالی می‌باشد. مرکز این ناحیه فاماگوستا که جمعیت این ناحیه در سال ۲۰۱۱ میلادی ۶۹٫۲۷۳ نفر شمارش شده‌است. فرماندار کنونی گازیمائوسا بران برتوغ می‌باشد.